# Jelena Karlowna Emme
Jelena (Chelmi) Karlowna Emme, geborene Berg, (russisch Елена (Хельми) Карловна Эмме, урожд. Берг; * 1. Dezemberjul. / 13. Dezember 1885greg. in St. Petersburg; † 10. März 1942) war eine russische bzw. sowjetische Genetikerin und Hochschullehrerin.

## Leben
Emme, Tochter des Kaufmanns der 1. Gilde Karl Emanuil Alexandrowitsch Berg (1842–1899) und Cousine des Kybernetikers Axel Berg, besuchte In St. Petersburg die Petrischule (Abschluss 1900) und anschließend dort die Pädagogik-Klasse zum Erwerb des Hauslehrer-Diploms 1901. Das Studium in den Höheren Bestuschew-Kursen für Frauen schloss sie 1907 ab und bestand 1910 als Externe die Prüfungen an der Universität St. Petersburg für die Naturkunde-Abteilung der Physikalisch-Mathematischen Fakultät.
In den Jahren 1910 bis 1912 hörte Emme Vorlesungen über Zoologie an den Universitäten Lausanne und Wien und bereiste die Länder Europas. Nach der Rückkehr unterrichtete sie Naturkunde am Mädchengymnasium der Reformierten Kirche in St. Petersburg und an weiteren Gymnasien dort. Sie heiratete 1914 Makar Jewgenjewitsch von Emme und bekam den Sohn Andrei (1914–1964), der Biologe wurde. Die Ehe bestand bis 1927.
Nach der Oktoberrevolution absolvierte Emme an der Universität Petrograd 1920–1921 das Magisterstudium, um dann bis 1931 in der RabFak der Universität zu lehren.
Ab 1921 arbeitete Emme als Zytologin in der Abteilung für Angewandte Botanik und Pflanzenzüchtung des von Nikolai Wawilow geleiteten Staatlichen Instituts für Experimentelle Agronomie in Petrograd/Leningrad. Sie übersetzte ins Russische die klassischen Werke zur Genetik von Thomas Hunt Morgan und Wilhelm Johannsen. Sie verteidigte 1935 erfolgreich ihre Doktor-Dissertation über die Genetik des echten Hafers.
Von 1935 bis 1939 arbeitete Emme in Moskau am Forschungsinstitut für Kartoffelwirtschaft. Darauf leitete sie den Lehrstuhl für Genetik und Zytologie des Landwirtschaftsinstituts Gorki. Neben der Lehrtätigkeit widmete sie sich der Züchtung Kartoffelkrebs-resistenter Kartoffel-Sorten. Sie war Vollmitglied der Allunionsakademie der Landwirtschaftswissenschaften.
Nach Beginn des Deutschen Angriffskriegs gegen die Sowjetunion wurde Emme am 19. Oktober 1941 verhaftet und der Weitergabe von Spionage-Informationen an den deutschen Konsul Erich Zechlin 1931 in Leningrad, der Diskreditierung der Erfolge Trofim Lyssenkos zusammen mit Nikolai Wawilow, der antisowjetischen Haltung, der subversiven Tätigkeit zusammen mit Nikolai Wawilow und der Sabotage der biologischen Wissenschaft durch Hemmung der Entwicklung eines spelzenlosen Hafers angeklagt. Sie erhängte sich in ihrer Zelle am 10. März 1942. Nach anderen Informationen starb sie an Krankheit oder wurde ermordet. Nach Stalins Tod erfolgte die Rehabilitierung am 16. März 1956.